# La Salvetat-Lauragais
Pour les articles homonymes, voir La Salvetat.
La Salvetat-Lauragais est une commune française située dans le nord-est du département de la Haute-Garonne, en région Occitanie.
Sur le plan historique et culturel, la commune est dans le Lauragais, l'ancien « Pays de Cocagne », lié à la fois à la culture du pastel et à l’abondance des productions, et de « grenier à blé du Languedoc ». Exposée à un climat océanique altéré, elle est drainée par la Vendinelle et par divers autres petits cours d'eau. La commune possède un patrimoine naturel remarquable composé d'une zone naturelle d'intérêt écologique, faunistique et floristique.
La Salvetat-Lauragais est une commune rurale qui compte 149 habitants en 2022, après avoir connu une forte hausse de la population depuis 1975. Elle fait partie de l'aire d'attraction de Toulouse. Ses habitants sont appelés les Salvetatiens ou  Salvetatiennes.

## Géographie

### Localisation
La commune de Salvetat-Lauragais se trouve dans le département de la Haute-Garonne, en région Occitanie.
Elle se situe à 29 km à vol d'oiseau de Toulouse, préfecture du département, et à 19 km de Revel, bureau centralisateur du canton de Revel dont dépend la commune depuis 2015 pour les élections départementales.
La commune fait en outre partie du bassin de vie de Caraman.
Les communes les plus proches sont : 
Albiac (1,6 km), Auriac-sur-Vendinelle (3,2 km), Mascarville (3,3 km), Caraman (3,4 km), Loubens-Lauragais (3,6 km), Le Faget (3,6 km), Vendine (5,7 km), Cambiac (5,9 km).
Sur le plan historique et culturel, La Salvetat-Lauragais fait partie du Lauragais, occupant une vaste zone, autour de l’axe central que constitue le canal du Midi, entre les agglomérations de Toulouse au nord-ouest et Carcassonne au sud-est et celles de Castres au nord-est et Pamiers au sud-ouest. C'est l'ancien « Pays de Cocagne », lié à la fois à la culture du pastel et à l’abondance des productions, et de « grenier à blé du Languedoc ».
Les communes limitrophes sont  Albiac, Auriac-sur-Vendinelle, Caraman et Le Faget.
| Albiac  |                       | Le Faget              |
|         | La Salvetat-Lauragais |                       |
| Caraman |                       | Auriac-sur-Vendinelle |

### Géologie et relief
La superficie de la commune de La Salvetat-Lauragais est de 366 hectares. Son altitude varie de 177  à   255 mètres.

### Hydrographie

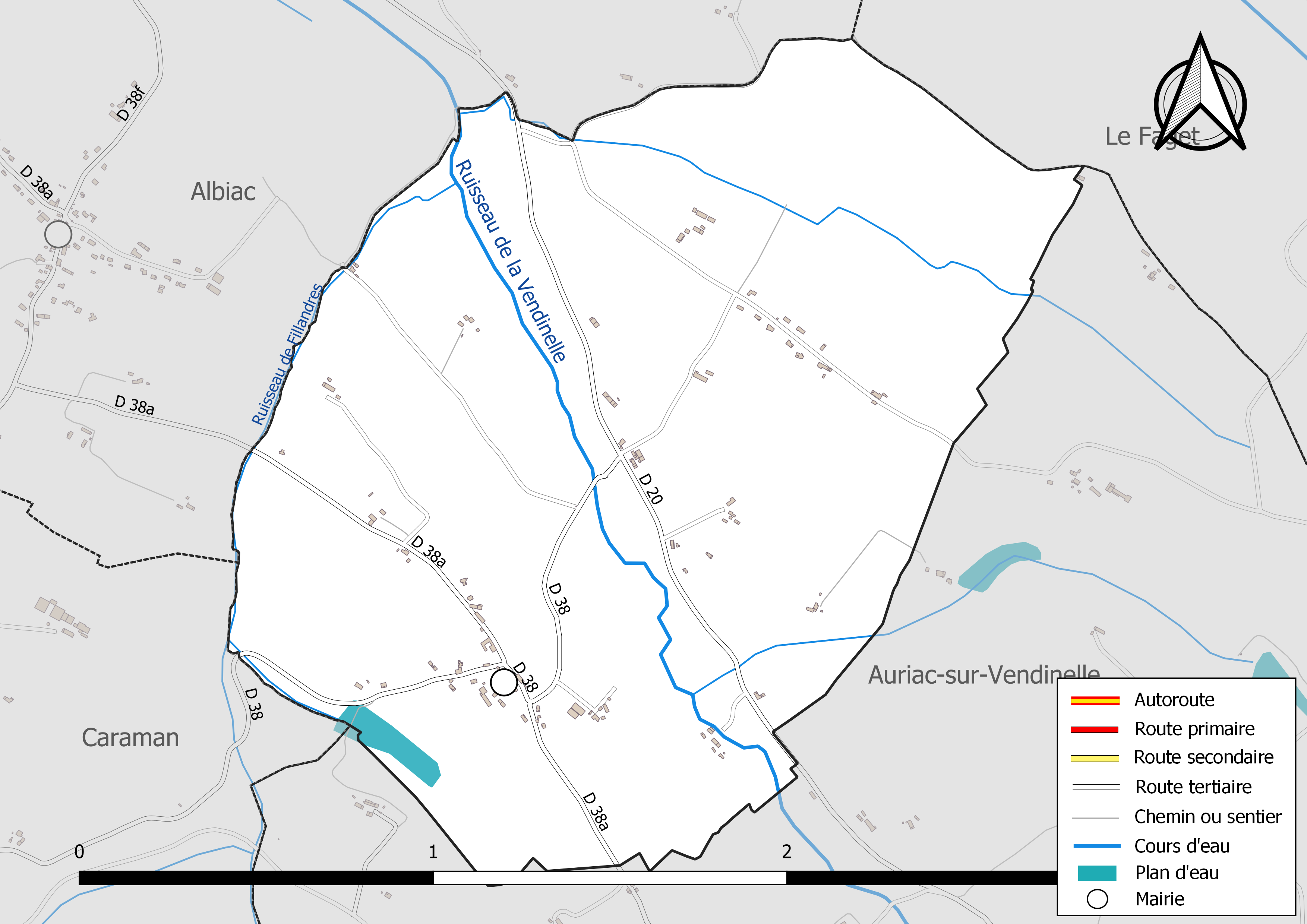
Réseaux hydrographique et routier de Salvetat-Lauragais.

La commune est dans le bassin de la Garonne, au sein du bassin hydrographique Adour-Garonne. Elle est drainée par la Vendinelle, le ruisseau de Fillandres et par divers petits cours d'eau, constituant un réseau hydrographique de 6 km de longueur totale,.
La Vendinelle, d'une longueur totale de 19,7 km, prend sa source dans la commune de Saint-Félix-Lauragais et s'écoule du sud-est vers le nord-ouest. Il traverse la commune et se jette dans Le Girou à Loubens-Lauragais, après avoir traversé 6 communes.

### Climat
Pour des articles plus généraux, voir Climat de l'Occitanie et Climat de la Haute-Garonne.
En 2010, le climat de la commune est de type climat du Bassin du Sud-Ouest, selon une étude s'appuyant sur une série de données couvrant la période 1971-2000. En 2020, Météo-France publie une typologie des climats de la France métropolitaine dans laquelle la commune est exposée à un climat océanique altéré et est dans la région climatique Aquitaine, Gascogne, caractérisée par une pluviométrie abondante au printemps, modérée en automne, un faible ensoleillement au printemps, un été chaud (19,5 °C), des vents faibles, des brouillards fréquents en automne et en hiver et des orages fréquents en été (15 à 20 jours).
Pour la période 1971-2000, la température annuelle moyenne est de 13,1 °C, avec une amplitude thermique annuelle de 15,9 °C. Le cumul annuel moyen de précipitations est de 758 mm, avec 9,8 jours de précipitations en janvier et 5,3 jours en juillet. Pour la période 1991-2020, la température moyenne annuelle observée sur la station météorologique la plus proche, située sur la commune de Ségreville à 7 km à vol d'oiseau, est de 13,4 °C et le cumul annuel moyen de précipitations est de 747,6 mm,. Pour l'avenir, les paramètres climatiques de la commune estimés pour 2050 selon différents scénarios d’émission de gaz à effet de serre sont consultables sur un site dédié publié par Météo-France en novembre 2022.

### Milieux naturels et biodiversité

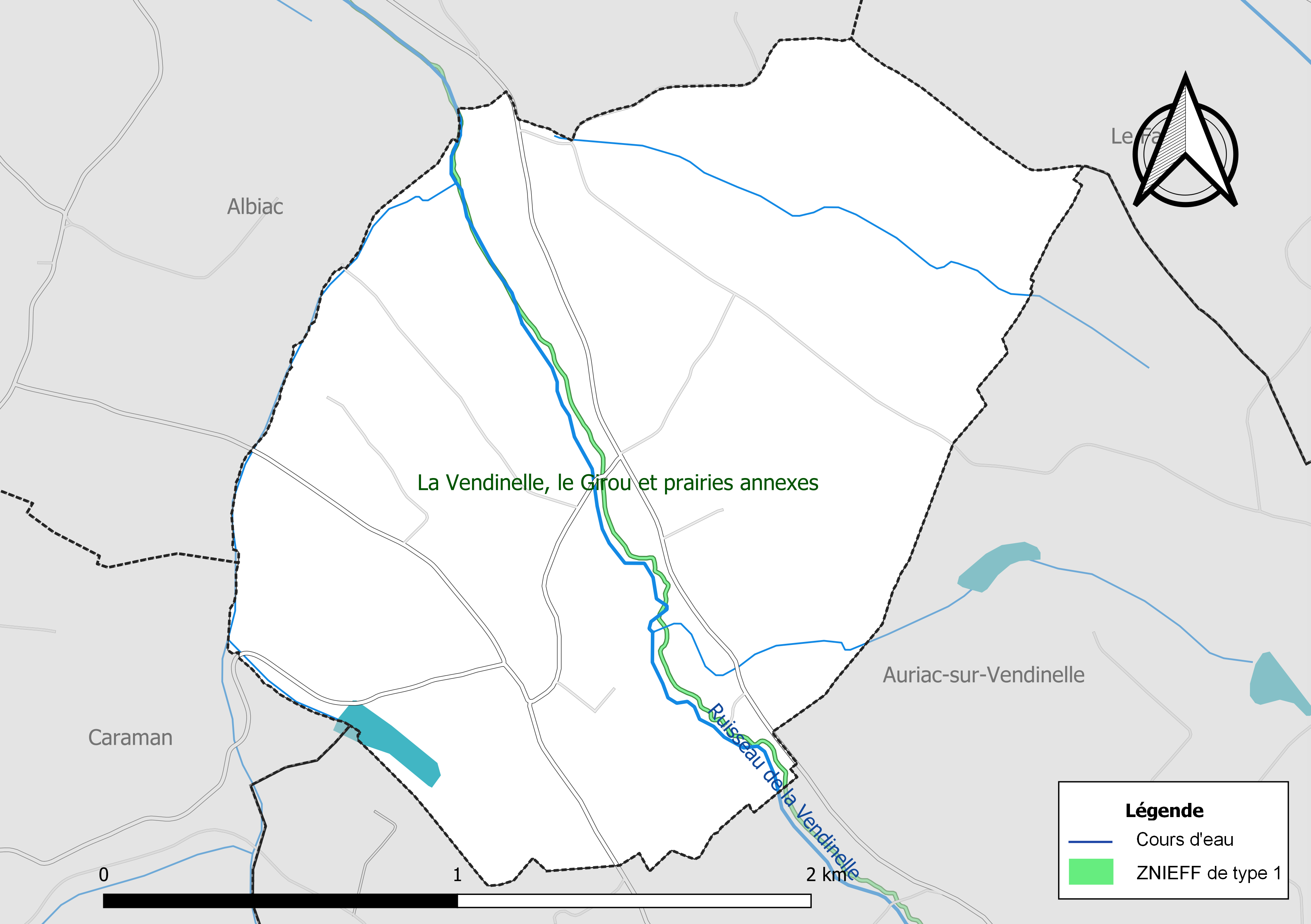
Carte de la ZNIEFF de type 1 localisée sur la commune.

L’inventaire des zones naturelles d'intérêt écologique, faunistique et floristique (ZNIEFF) a pour objectif de réaliser une couverture des zones les plus intéressantes sur le plan écologique, essentiellement dans la perspective d’améliorer la connaissance du patrimoine naturel national et de fournir aux différents décideurs un outil d’aide à la prise en compte de l’environnement dans l’aménagement du territoire.
Une ZNIEFF de type 1 est recensée sur la commune :
« la Vendinelle, le Girou et prairies annexes » (28 ha), couvrant 10 communes dont huit dans la Haute-Garonne et deux dans le Tarn.

## Urbanisme

### Typologie
Au 1er janvier 2024, La Salvetat-Lauragais est catégorisée commune rurale à habitat dispersé, selon la nouvelle grille communale de densité à sept niveaux définie par l'Insee en 2022.
Elle est située hors unité urbaine. Par ailleurs la commune fait partie de l'aire d'attraction de Toulouse, dont elle est une commune de la couronne,. Cette aire, qui regroupe 527 communes, est catégorisée dans les aires de 700 000 habitants ou plus (hors Paris),.

### Risques majeurs
Le territoire de la commune de La Salvetat-Lauragais est vulnérable à différents aléas naturels : météorologiques (tempête, orage, neige, grand froid, canicule ou sécheresse), inondations et séisme (sismicité très faible). Un site publié par le BRGM permet d'évaluer simplement et rapidement les risques d'un bien localisé soit par son adresse soit par le numéro de sa parcelle.
Certaines parties du territoire communal sont susceptibles d’être affectées par le risque d’inondation par débordement de cours d'eau, notamment le Vendinelle. La commune a été reconnue en état de catastrophe naturelle au titre des dommages causés par les inondations et coulées de boue survenues en 1982, 1993, 1996, 1999, 2000 et 2009,.

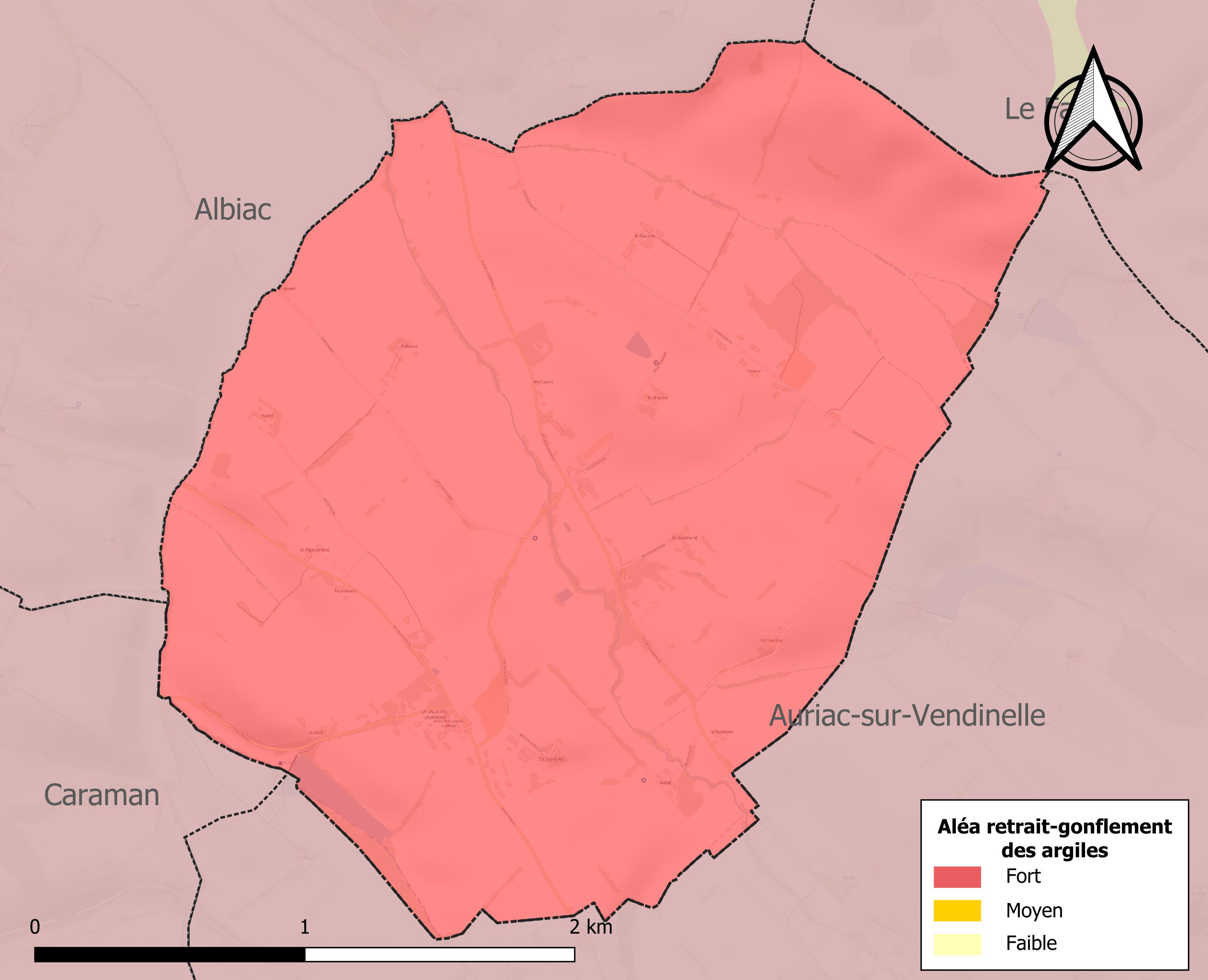
Carte des zones d'aléa retrait-gonflement des sols argileux de La Salvetat-Lauragais.

Le retrait-gonflement des sols argileux est susceptible d'engendrer des dommages importants aux bâtiments en cas d’alternance de périodes de sécheresse et de pluie. La totalité de la commune est en aléa moyen ou fort (88,8 % au niveau départemental et 48,5 % au niveau national). Sur les 61 bâtiments dénombrés sur la commune en 2019, 61 sont en aléa moyen ou fort, soit 100 %, à comparer aux 98 % au niveau départemental et 54 % au niveau national. Une cartographie de l'exposition du territoire national au retrait gonflement des sols argileux est disponible sur le site du BRGM,.
Par ailleurs, afin de mieux appréhender le risque d’affaissement de terrain, l'inventaire national des cavités souterraines permet de localiser celles situées sur la commune.
Concernant les mouvements de terrains, la commune a été reconnue en état de catastrophe naturelle au titre des dommages causés par la sécheresse en 2011 et par des mouvements de terrain en 1999.

## Histoire
La commune faisait partie du comté de Caraman.

## Politique et administration

### Rattachements administratifs et électoraux
La commune fait partie de la dixième circonscription de la Haute-Garonne, de la communauté de communes des Terres du Lauragais et du canton de Revel (avant le redécoupage départemental de 2014, La Salvetat-Lauragais faisait partie de l'ex-canton de Caraman et de la septième circonscription de la Haute-Garonne jusqu'en 2012 et avant le 1er janvier 2017, elle faisait partie de la communauté de communes Cœur Lauragais).

### Liste des maires

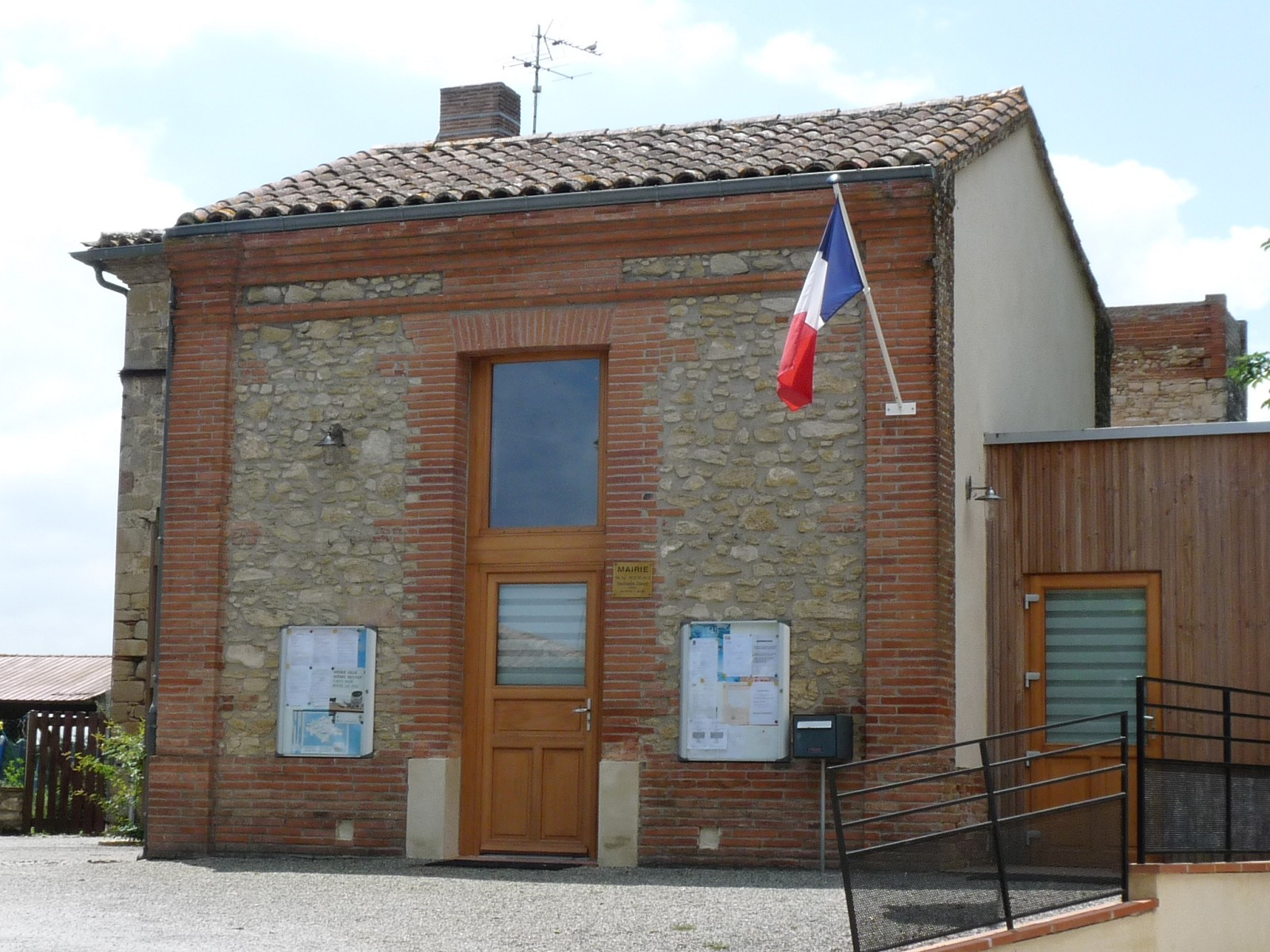
La mairie

| Période                                  | Période  | Identité             | Étiquette | Qualité     |
| ---------------------------------------- | -------- | -------------------- | --------- | ----------- |
|                                          |          | Léopold Sirven       |           |             |
|                                          |          | Gilbert Dalenc       |           |             |
| mars 2001                                | 2008     | Encarnacion Bonhoure | PS        |             |
| mars 2008                                | 2020     | Gilbert Dalenc       | DVD       | Agriculteur |
| mai 2020                                 | En cours | Jean-Pierre Cazelles |           |             |
| Les données manquantes sont à compléter. |          |                      |           |             |

## Population et société

### Démographie
| 1793 | 1800 | 1806 | 1821 | 1831 | 1836 | 1841 | 1846 | 1851 |
| ---- | ---- | ---- | ---- | ---- | ---- | ---- | ---- | ---- |
| 193  | 178  | 206  | 195  | 178  | 205  | 195  | 181  | 171  |

| 1856 | 1861 | 1866 | 1872 | 1876 | 1881 | 1886 | 1891 | 1896 |
| ---- | ---- | ---- | ---- | ---- | ---- | ---- | ---- | ---- |
| 176  | 162  | 181  | 172  | 180  | 171  | 177  | 165  | 164  |

| 1901 | 1906 | 1911 | 1921 | 1926 | 1931 | 1936 | 1946 | 1954 |
| ---- | ---- | ---- | ---- | ---- | ---- | ---- | ---- | ---- |
| 154  | 145  | 141  | 133  | 135  | 136  | 125  | 117  | 109  |

| 1962 | 1968 | 1975 | 1982 | 1990 | 1999 | 2004 | 2006 | 2009 |
| ---- | ---- | ---- | ---- | ---- | ---- | ---- | ---- | ---- |
| 107  | 103  | 68   | 65   | 70   | 97   | 124  | 136  | 138  |

| 2014 | 2019 | 2022 | - | - | - | - | - | - |
| ---- | ---- | ---- | - | - | - | - | - | - |
| 138  | 150  | 149  | - | - | - | - | - | - |

| selon la population municipale des années : | 1968 | 1975 | 1982 | 1990 | 1999 | 2006 | 2009 | 2013 |
| Rang de la commune dans le département      | 489  | 501  | 462  | 485  | 447  | 430  | 434  | 439  |
| Nombre de communes du département           | 592  | 582  | 586  | 588  | 588  | 588  | 589  | 589  |

### Enseignement
La Salvetat-Lauragais est située dans l'académie de Toulouse.

### Culture et festivité

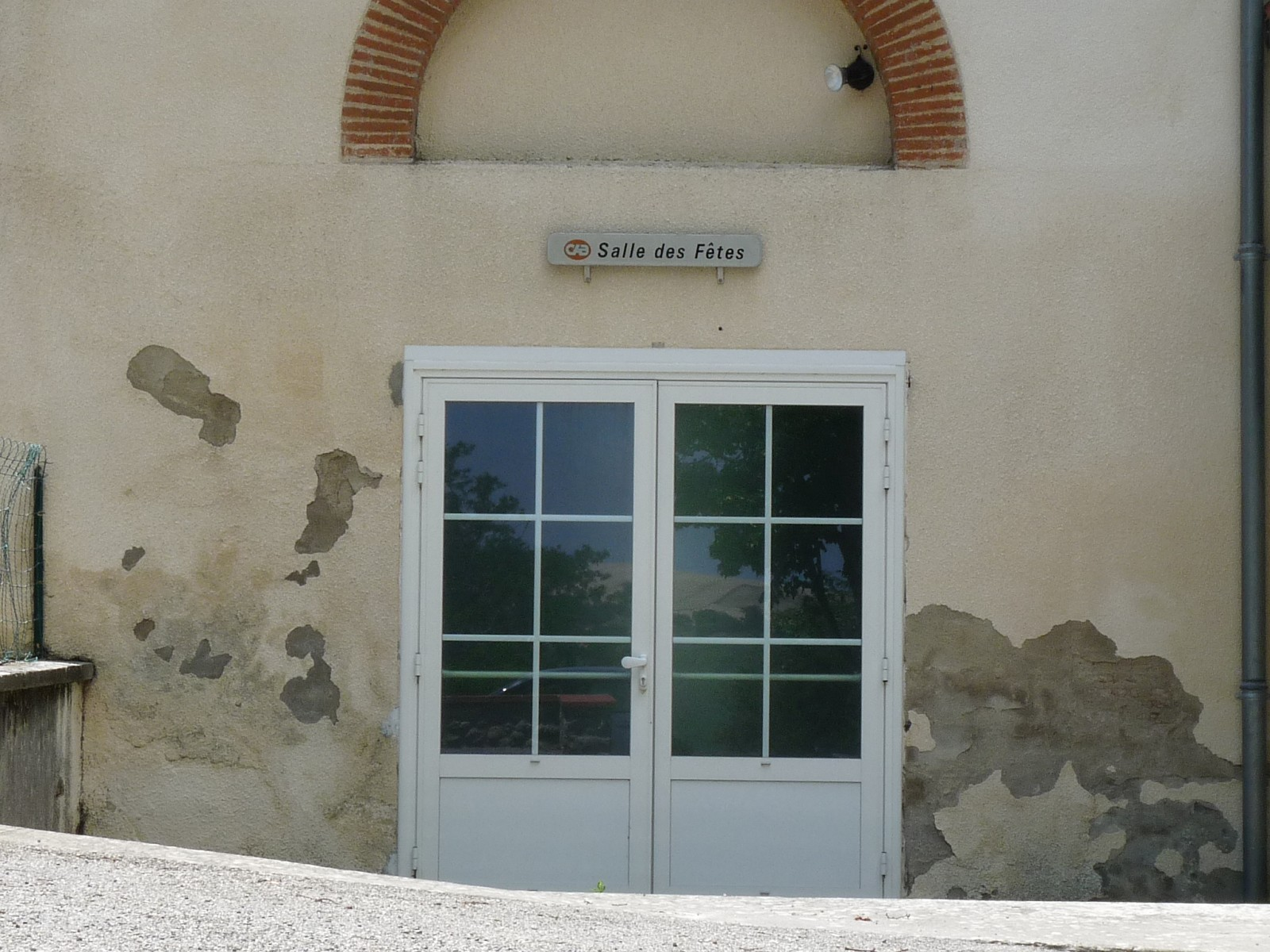
La salle des fêtes

Salle des fêtes,

### Écologie et recyclage
La collecte et le traitement des déchets des ménages et des déchets assimilés ainsi que la protection et la mise en valeur de l'environnement se font dans le cadre de la communauté de communes Cœur Lauragais.

## Économie

### Emploi
|                | 2008  | 2013  | 2018  |
| -------------- | ----- | ----- | ----- |
| Commune        | 2,4 % | 1,2 % | 4,8 % |
| Département    | 7,7 % | 9,6 % | 9,3 % |
| France entière | 8,3 % | 10 %  | 10 %  |

En 2018, la population âgée de 15 à 64 ans s'élève à 82 personnes, parmi lesquelles on compte 79,8 % d'actifs (75 % ayant un emploi et 4,8 % de chômeurs) et 20,2 % d'inactifs,. Depuis 2008, le taux de chômage communal (au sens du recensement) des 15-64 ans est inférieur à celui de la France et du département.
La commune fait partie de la couronne de l'aire d'attraction de Toulouse, du fait qu'au moins 15 % des actifs travaillent dans le pôle,. Elle compte 11 emplois en 2018, contre 26 en 2013 et 21 en 2008. Le nombre d'actifs ayant un emploi résidant dans la commune est de 61, soit un indicateur de concentration d'emploi de 17,6 % et un taux d'activité parmi les 15 ans ou plus de 59,8 %.
Sur ces 61 actifs de 15 ans ou plus ayant un emploi, 8 travaillent dans la commune, soit 13 % des habitants. Pour se rendre au travail, 87,3 % des habitants utilisent un véhicule personnel ou de fonction à quatre roues, 3,2 % s'y rendent en deux-roues, à vélo ou à pied et 9,5 % n'ont pas besoin de transport (travail au domicile).

### Activités hors agriculture
14 établissements sont implantés  à la Salvetat-Lauragais au 31 décembre 2019.
Le secteur des activités spécialisées, scientifiques et techniques et des activités de services administratifs et de soutien est prépondérant sur la commune puisqu'il représente 50 % du nombre total d'établissements de la commune (7 sur les 14 entreprises implantées à La Salvetat-Lauragais), contre 19,8 % au niveau départemental.

### Agriculture
|               | 1988 | 2000 | 2010 | 2020 |
| ------------- | ---- | ---- | ---- | ---- |
| Exploitations | 12   | 7    | 7    | 9    |
| SAU (ha)      | 372  | 329  | 371  | 274  |

La commune est dans le Lauragais, une petite région agricole occupant le nord-est du département de la Haute-Garonne, dont les coteaux portent des grandes cultures en sec avec une dominante blé dur et tournesol. En 2020, l'orientation technico-économique de l'agriculture  sur la commune est la culture de céréales et/ou d'oléoprotéagineuses. Neuf exploitations agricoles ayant leur siège dans la commune sont dénombrées lors du recensement agricole de 2020 (12 en 1988). La superficie agricole utilisée est de 274 ha,,.

## Culture locale et patrimoine

### Lieux et monuments
- L'église paroissiale Saint-Éloi.

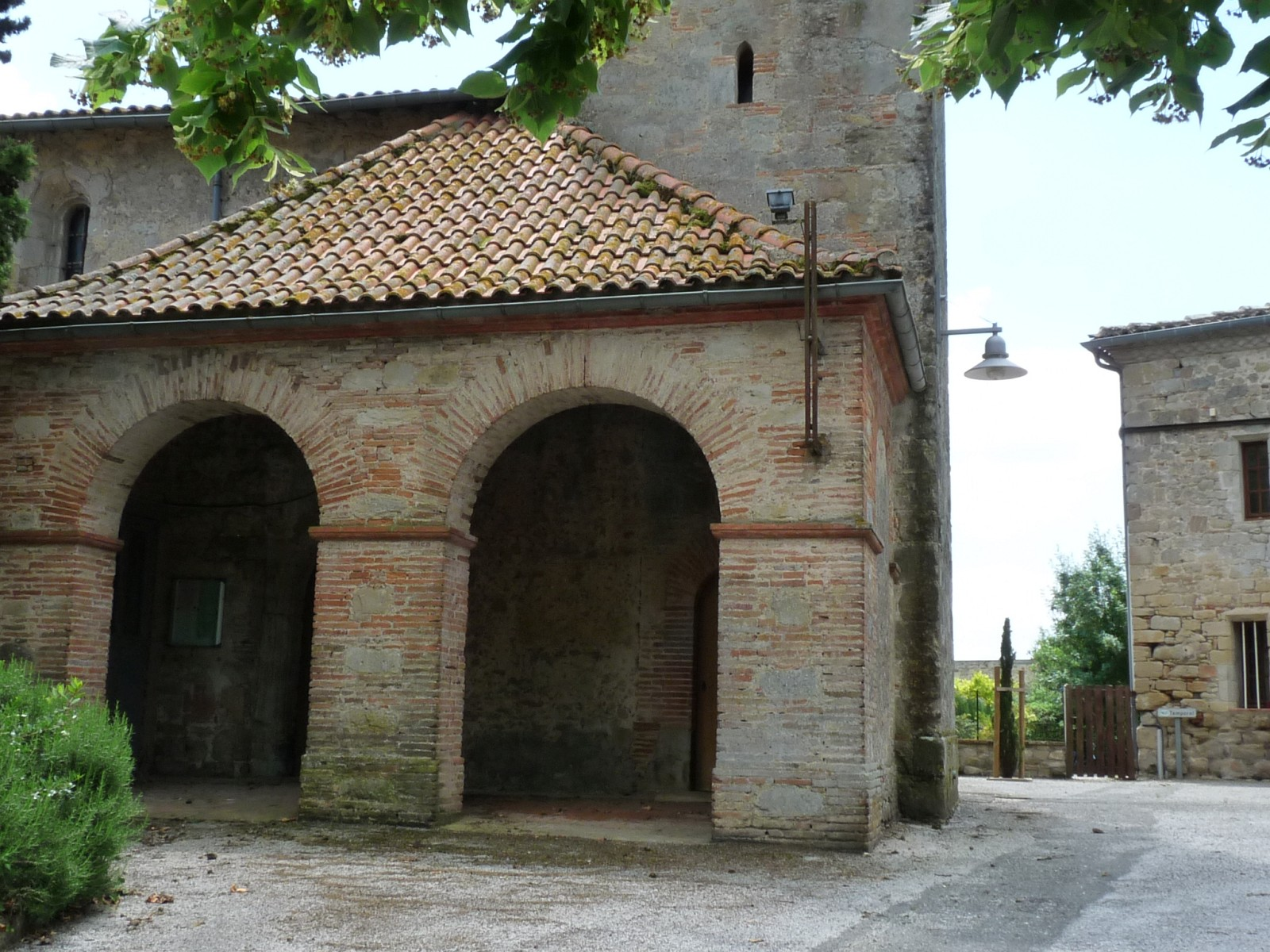
L'entrée de l'église
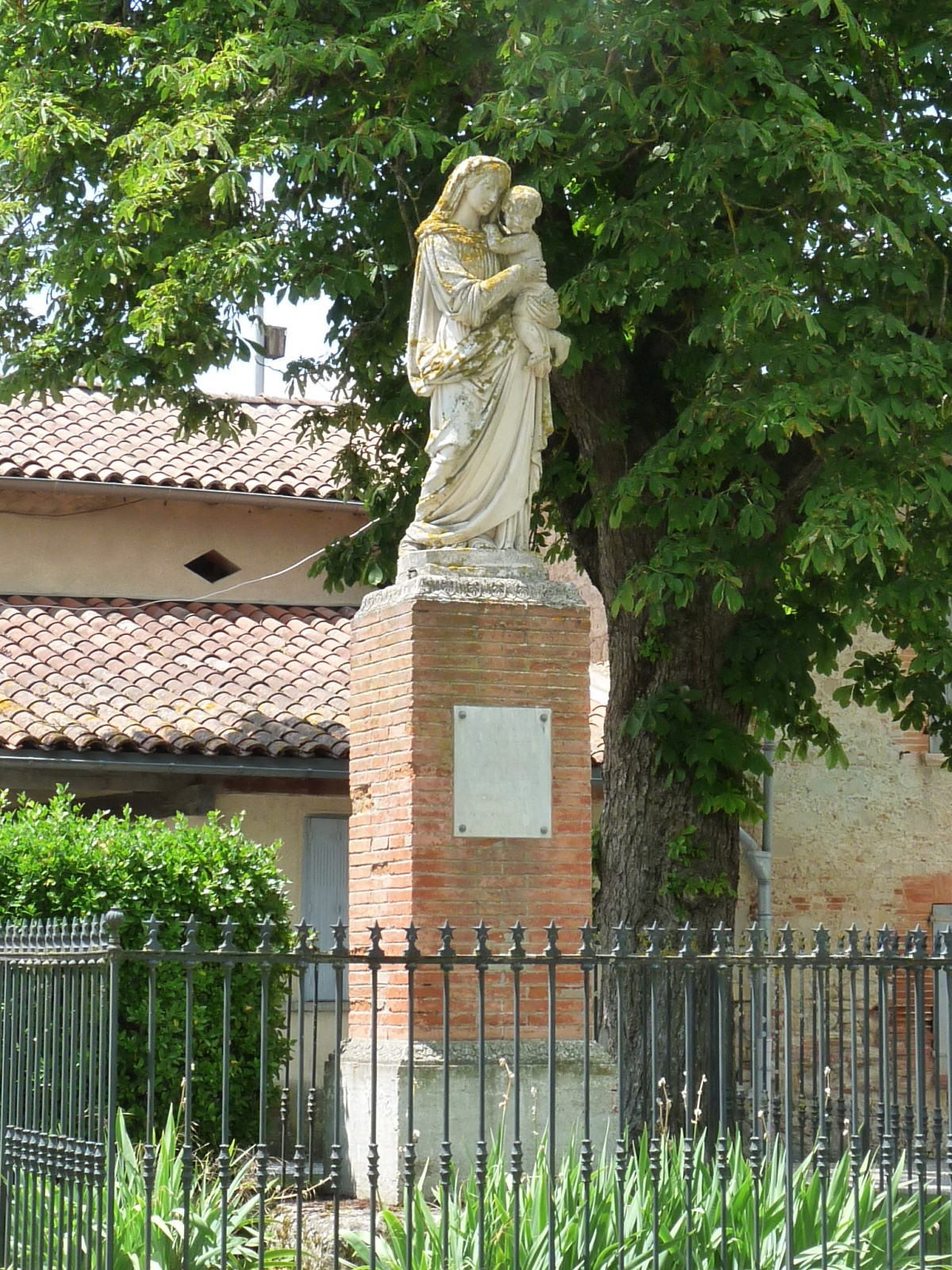
Statue de la Vierge à l'Enfant
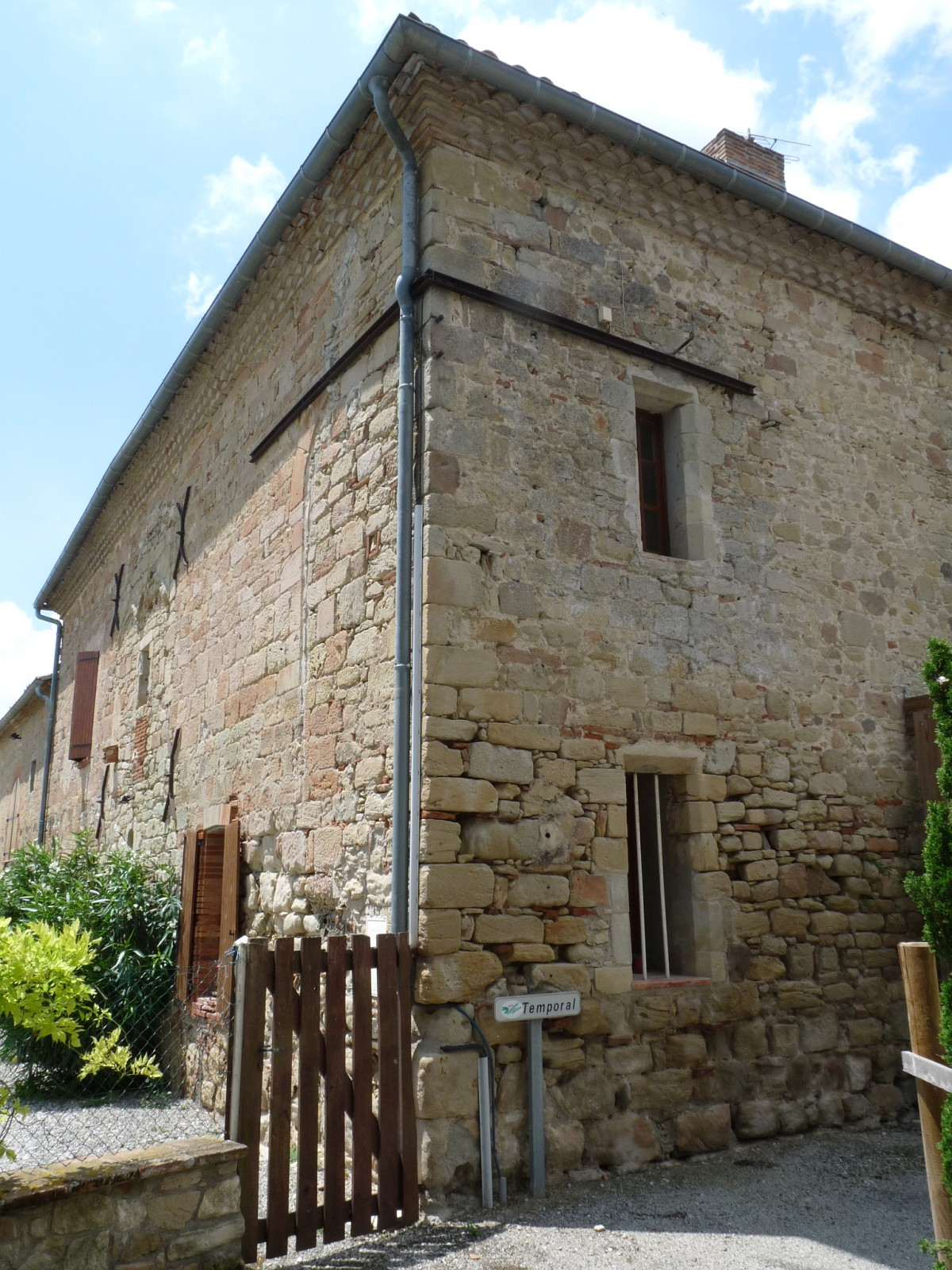
Le Temporal, maison ancienne près de l'église